# Wilfried Paulsen

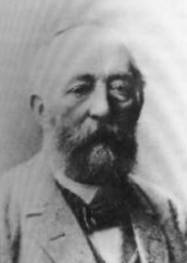
Wilfried Paulsen

Wilfried Paulsen (* 31. Juli 1828 auf Gut Nassengrund bei Blomberg in Lippe; † 2. Februar 1901 ebenda) war ein deutscher Kartoffelzüchter. Mit seinem umfangreichen Sortiment galt er in den letzten Jahrzehnten des 19. Jahrhunderts als der Marktführer für Pflanzkartoffeln in Deutschland. 

## Leben und Wirken
Wilfried Paulsen, Sohn eines Gutsbesitzers und Enkel des Forstmanns Johann Christian Paulsen, erwarb sich durch Selbststudium ein umfangreiches Wissen über die Theorie und Praxis des Landbaus. 1855 erbte er das 82 Hektar große Gut Nassengrund seines Vaters und setzte die von diesem 1846 begonnene Kartoffelzucht fort. 1864 gelang ihm ein erster Teilerfolg: die Aufzucht von Sämlingen aus Selbstbefruchtung. Die erste neu entstandene Sorte unter der Sortenbezeichnung „Erste von Nassengrund“ wurde eine erfolgreiche Zuchtsorte. 
Unter der Bezeichnung „Zucht- und Prüfungstation für neue Kartoffelvarietäten“, gründete Paulsen 1864 ein Geschäft für Pflanzkartoffeln. In den folgenden Jahrzehnten entstanden neue Sorten. Die krebsresistente, sehr frühreifende Speisekartoffel „Paulsens Juli“ gehörte für viele Jahrzehnte zu den bekanntesten Kartoffelsorten in Deutschland. Aufgrund der exakten Prüfung der Sorten und der dadurch garantierten Lieferung von Pflanzgut bester Qualität erlangte sein Unternehmen Weltruf. 
Über seine Züchtungsversuche hat Paulsen mehrfach in Fachzeitschriften, u. a. in der „Deutschen Landwirtschaftlichen Presse“ berichtet. Für seine Verdienste als Pionier der deutschen Kartoffelzüchtung verlieh ihm die Deutsche Landwirtschafts-Gesellschaft 1894 die Große Silberne Preismedaille. 1895 wurde er zum Ökonomierat ernannt.
Paulsen entstammte einer schachbegeisterten Familie. Sein Bruder Louis Paulsen (1833–1891) war ein bekannter Schachmeister. Wilfried Paulsen war ebenfalls ein starker Schachspieler, der zweimal den Kongress des Westdeutschen Schachbundes gewann, im Mai 1882 seine höchste historische Elo-Zahl von 2520 erreichte und in den Jahren 1870 und 1871 für insgesamt vier Monate auf dem zwölften Platz der nachträglich berechneten Weltrangliste lag, er nahm in den letzten Jahrzehnten seines Lebens jedoch nur noch an wenigen Turnieren teil.